# Dur-Moll-Tonalität
Dur-Moll-Tonalität, auch Dur-Moll-System, bezeichnet das im westlichen Kulturkreis von ca. 1700 bis 1900 vorherrschende tonale System, welches auf der Verwendung von Dur- und Molltonleitern beruht.
Dur 
Moll 
Es handelt sich um ein hierarchisches Ordnungssystem, das Töne, Akkorde und Tonarten auf ein tonales Zentrum (Tonika) bezieht. Es entwickelte sich seit ca. 1600 und löste das System der Kirchentonarten ab. Die Dur- und Moll-Tonleitern sind, zusammen mit den Kirchentonarten, die klassischen diatonischen Tonleitern.
Die Tonalität des kirchentonalen Systems war neben dem verwendeten Tonvorrat im Wesentlichen melodisch durch die Finaltöne der Modi bestimmt, so dass man statt von Tonalität hier oft auch von Modalität spricht. Im Unterschied dazu ist das Dur-Moll-tonale System vorwiegend harmonisch geprägt, indem die Durtonleiter als aus drei Durdreiklängen, die Molltonleiter als aus drei Molldreiklängen, den sogenannten Hauptdreiklängen, zusammengesetzt gedacht wird. Die C-Dur-Tonleiter zum Beispiel wird auf die Terzenschichtung f-a-c-e-g-h-d zurückgeführt. Dabei wird der zentrale Dreiklang c-e-g als Tonika, der sich oben anschließende Dreiklang g-h-d als Dominante, der nach unten anschließende Dreiklang f-a-c als Subdominante bezeichnet.
Ab ca. 1900 (in Ansätzen auch schon früher) erfolgte eine mehr oder weniger starke Lösung vom System der Dur-Moll-Tonalität, die im Extrem bis zur Atonalität führte. Die Strömungen, die sich zwar vom Dur-Moll-System, nicht aber gänzlich von der Tonalität lösten, pflegt man als erweiterte oder freie Tonalität zu bezeichnen.
Trotz der vielfältigen neuen Strömungen ist die Dur-Moll-Tonalität auch heute noch lebendig.